# Велика Шапківка
Вели́ка Шапківка —  село в Україні, у Куп'янському районі Харківської області. Входить до складу Кіндрашівської сільської громади. Населення становить 328 осіб.

## Географія
Село Велика Шапківка знаходиться на лівому березі річки Куп'янка, вище за течією на відстані 1 км розташоване село Смородьківка, нижче за течією на відстані 6 км розташоване місто Куп'янськ, на протилежному березі розташоване село Паламарівка. По селу протікає струмок з загатою. Через село проходить залізниця, станція Шапківка.

## Історія
- 1870 — дата заснування.
- 7 (20) листопада 1917 року, відповідно до Третього Універсалу Української Центральної Ради, увійшло до складу Української Народної Республіки[1].
- До 2020 року орган місцевого самоврядування — Смородьківська сільська рада.
- 12 червня 2020 року, відповідно до розпорядження Кабінету Міністрів України № 725-р «Про визначення адміністративних центрів та затвердження територій територіальних громад Харківської області», увійшло до складу Кіндрашівської сільської територіальної громади[2].